# Готье, Роз-Мари
Роз-Мари Готье (фр. Rose-Marie Gauthier; род. 8 марта 1955) — гаитянская легкоатлетка, выступавшая в беге на короткие и средние дистанции. Участница летних Олимпийских игр 1976 года.

## Биография
Роз-Мари Готье родилась 8 марта 1955 года.
В 1975 году участвовала в Панамериканских играх в Мехико, где выбыла в квалификации, показав худший среди всех соперников результат в беге на 200 метров (27,96 секунды) и беге на 400 метров (1 минута 6,60 секунды).
В 1976 году вошла в состав сборной Гаити на летних Олимпийских играх в Монреале. В беге на 400 метров заняла в забеге 1/8 финала последнее, 7-е место, показав результат 1.13,27 и уступив 19,90 секунды попавшей в четвертьфинал с 6-го места Рите Боттильери из Италии.

## Личный рекорд
- Бег на 400 метров — 1.06,60 (17 октября 1975, Мехико)[4]

## Семья
Сестра-близнец — Мари-Антуанетт Готье (род. 1955), гаитянская легкоатлетка, футболистка, политик. Участница летних Олимпийских игр 1976 года.
Сестра — Мари-Луиз Готье, главный инспектор полиции.